# 陈维力
陈维力（1972年—）上海人，祖籍宁波，中国体育人物，曾任上海申花足球俱乐部副总经理，亚足联市场部官员，中体传媒有限公司总经理，《网球天地》杂志出版人，利物浦大学足球MBA毕业，前中共中央政治局委员、上海市委书记陈良宇之子。

## 职业生涯
1992年，陈维力随作为后备干部前往英国伯明翰学习的父亲陈良宇一同带往英国留学，在利物浦大学取得了足球MBA的硕士文凭。1993年，中国足球开启职业化之路，同年12月，上海申花队成立成为中国首家职业足球俱乐部。1994年，留学归国的陈维力成为申花俱乐部副总经理，担任郁知非的副手，正式进入中国体坛。
此后，即能说英语又懂足球的陈维力前往位于吉隆坡的亚足联总部工作，成为这一机构中为数不多的中国人。在亚足联市场部就职的陈维力主要负责商务开发，以及赞助协议签订后的执行和维权，同时开发一些新产品和项目。

## 陈良宇事件后
陈维力卷入了陈良宇上海社保案中，2006年，陈良宇案发后，陈维力在时任市委办公厅主任孙路一的帮助下逃亡海外，但一年后在马来西亚与女友约会时被捕，引渡回中国。作为陈良宇受贿案中的从犯，案件的“特定关系人”，在天津接受异地审判被天津二中院判处有期徒刑三年，缓刑四年，退出公众视野。

## 家庭
陈维力系上海市委书记陈良宇的独子，原名陈伟励，文革时期取有「伟大领袖的激励」之意。